# Valentin Neuville
Pour les articles homonymes, voir Neuville.
Valentin Henri Julien Neuville, né le 12 avril 1863 à Rexpoëde (Nord) et mort foudroyé par une leucémie le 20 juin 1941 à Sainte-Foy-lès-Lyon, est un compositeur et organiste français.

## Biographie
Né dans les Flandres françaises d'un père facteur d'orgues d'origine belge, Valentin Neuville fait ses études musicales en Belgique. Après avoir obtenu un prix d'excellence d'orgue, de contrepoint et d'orchestration au conservatoire de Bruxelles, il commence aussitôt une carrière d'organiste.
Titulaire à Lyon (Saint-Nizier puis Saint-François-de-Sales), il est également professeur d'orgue au Conservatoire où il formera toute une génération de brillants musiciens pendant plus d'un demi-siècle, parmi eux Édouard Commette.

## Œuvres
Comme compositeur, Valentin Neuville laisse une œuvre abondante :
- très nombreuses pièces d'orgue, comme Offertoire en 1884, Méditation en 1884, Cantilène nuptiale, Noël et musettes, Berceuse, Allegretto en 1893, Vitrail en 1931 (une forme musicale créé par Marcel Dupré), et Flandres en 1936, un triptyque : Feu et Sang, Tombes d’enfants, Paix Fleurie. Une partie des œuvres d'orgue a été enregistrée par Vincent Bénard sur l'orgue de Montivilliers.
- des symphonies, des oratorios (Notre-Dame de Fourvière), de la musique de chambre (sa Sonate pour violon et piano a été enregistrée par Franck Della Valle et Claude Collet), une curieuse pièce pour théâtre d'ombres (Le Trèfle à quatre feuilles).
- ses opéras (Tiphaine, Les Willis, Madeleine, L'Enfant, L'Aveugle) sont joués entre 1899 et 1909 en Belgique, en Allemagne, en Suède avec succès. Paradoxalement, la critique en France, particulièrement à Lyon, est très dure et il tombera dans l'oubli.
- ses soixante mélodies pour chant et piano sont à découvrir. Les Proses des mortes, écrites avec son ami le poète Eugène Vial, sont un authentique chef-d’œuvre (enregistrement par Mario Hacquard, baryton, et Claude Collet, piano, Par les tendres soirs de lune, éd. Polymnie). Il y laisse s'épancher une sensibilité extrême, du lyrisme romantique à l'impressionnisme le plus contenu ; le langage, simple d'apparence, recèle bien des richesses d'harmonie et de contrepoint.